# Bactrocera barringtoniae
Bactrocera barringtoniae är en tvåvingeart som först beskrevs av Tryon 1927.  Bactrocera barringtoniae ingår i släktet Bactrocera och familjen borrflugor. Inga underarter finns listade.